# Dalslands konstmuseum

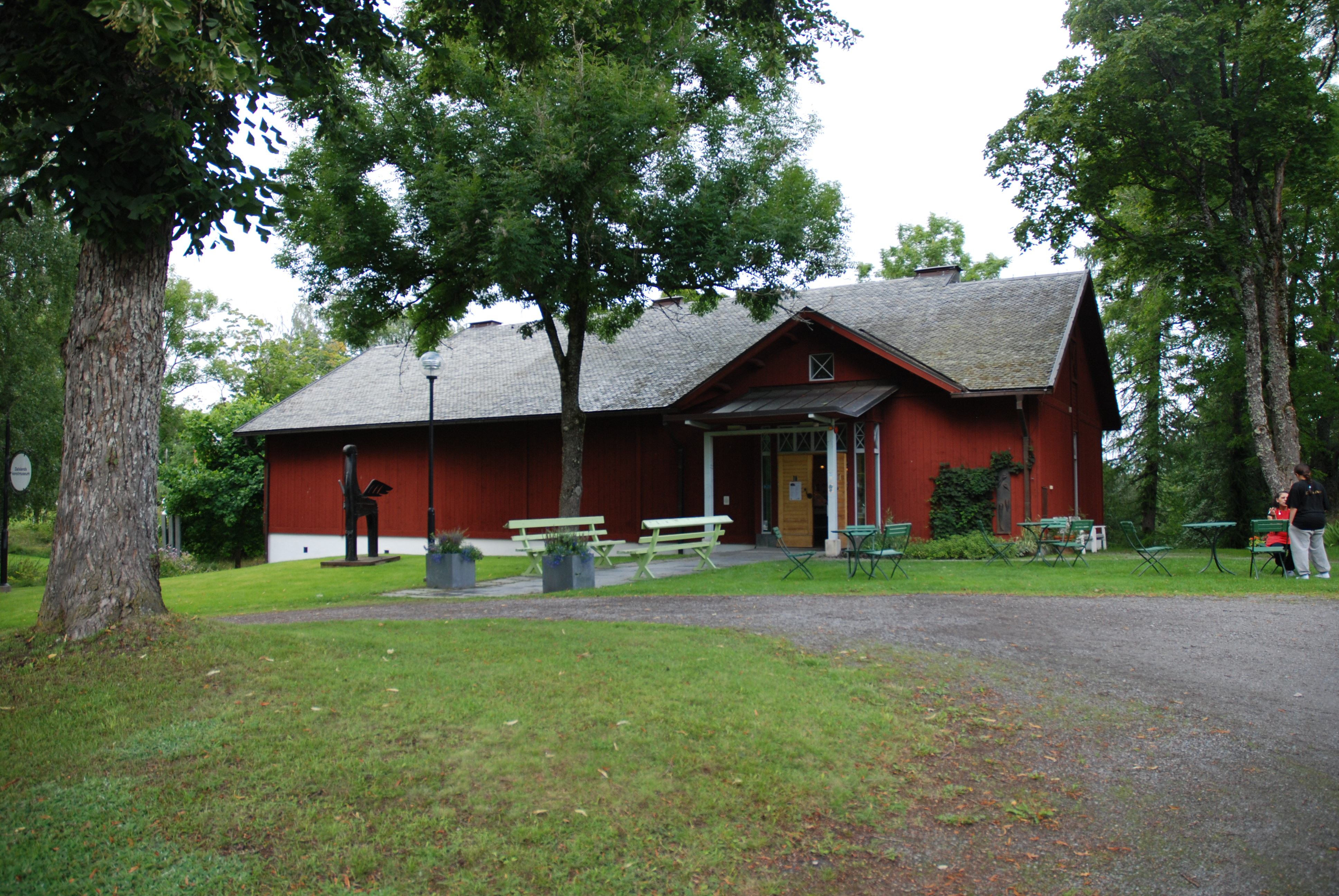
Dalslands konstmuseum

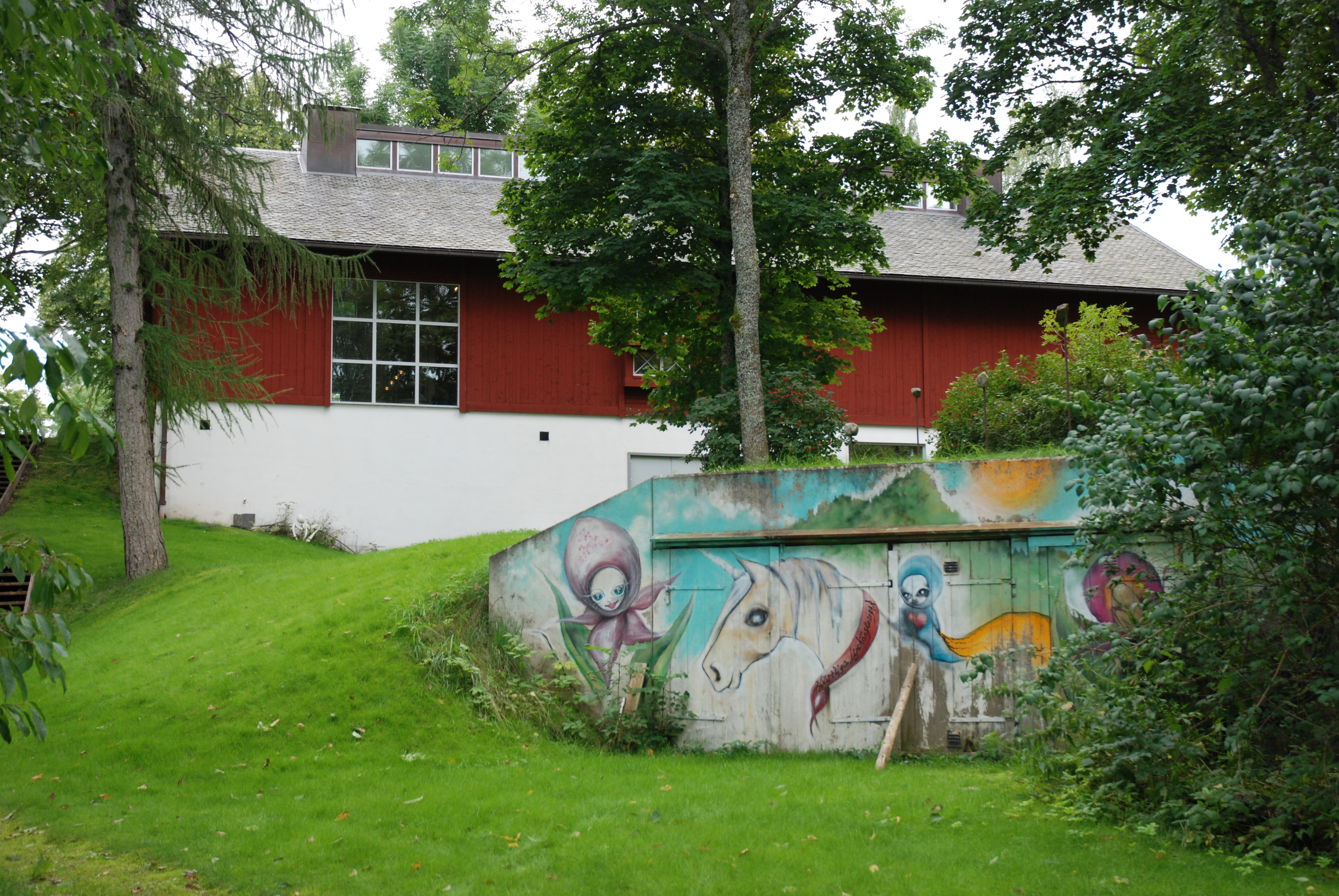
Dalslands konstmuseum, västra sidan

Dalslands konstmuseum ligger vid sjön Spången i Upperud i Åsensbruk, Melleruds kommun.
Museibyggnaden, som kompletterar den gamla bruksmiljön, ritades av arkitekt Kjell Bandgren och byggdes 1995.
Museet inrymmer konst och Sten Torstenssons samlingar av dalslandsföremål, bland annat allmogemöbler, kopparföremål samt en silversamling. Representerade konstnärer är bland andra Otto Hesselbom, Olof Sager-Nelson, Sixten Lundbohm och Georg Suttner. 

## Fotogalleri

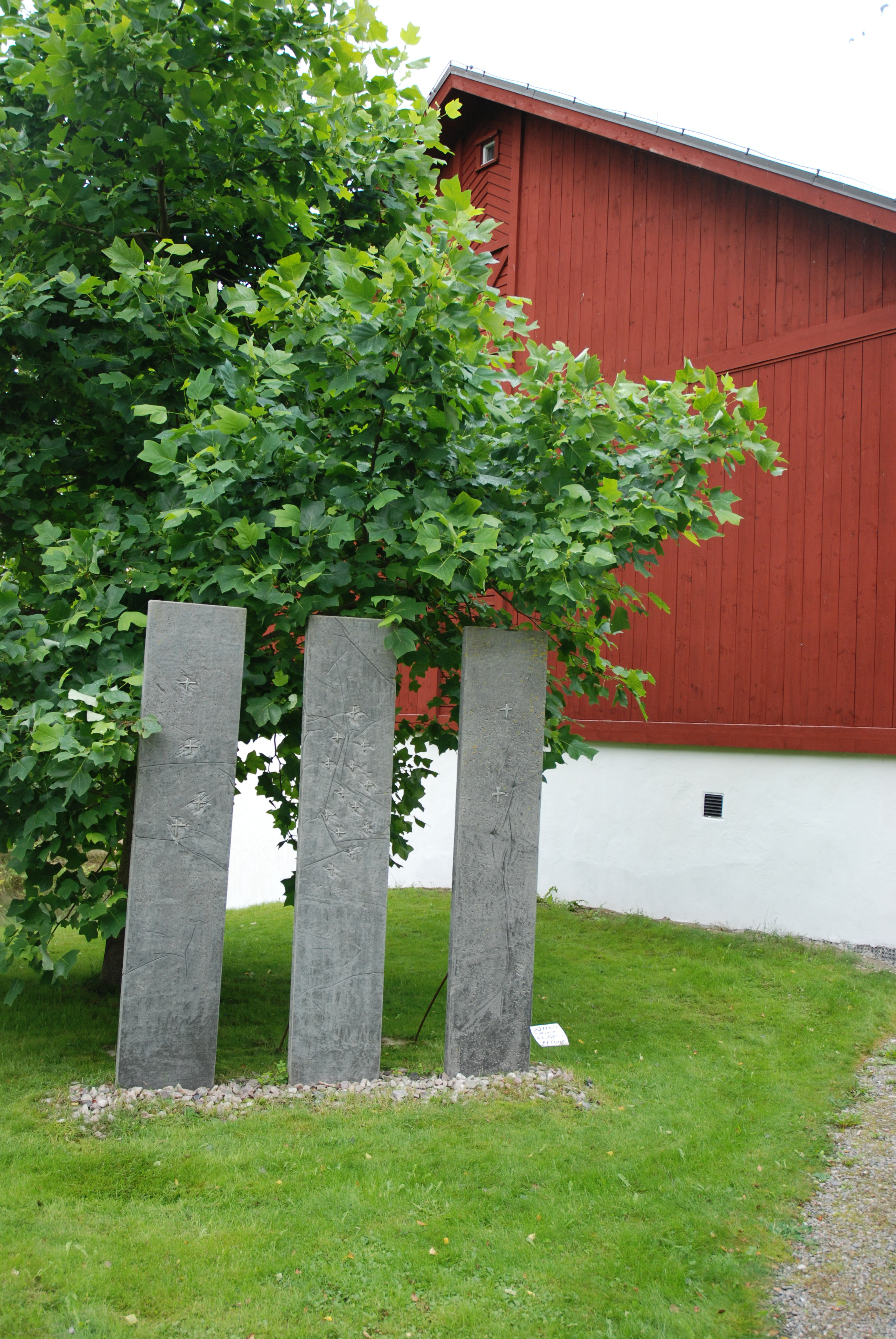
Betong av Johan Forsberg
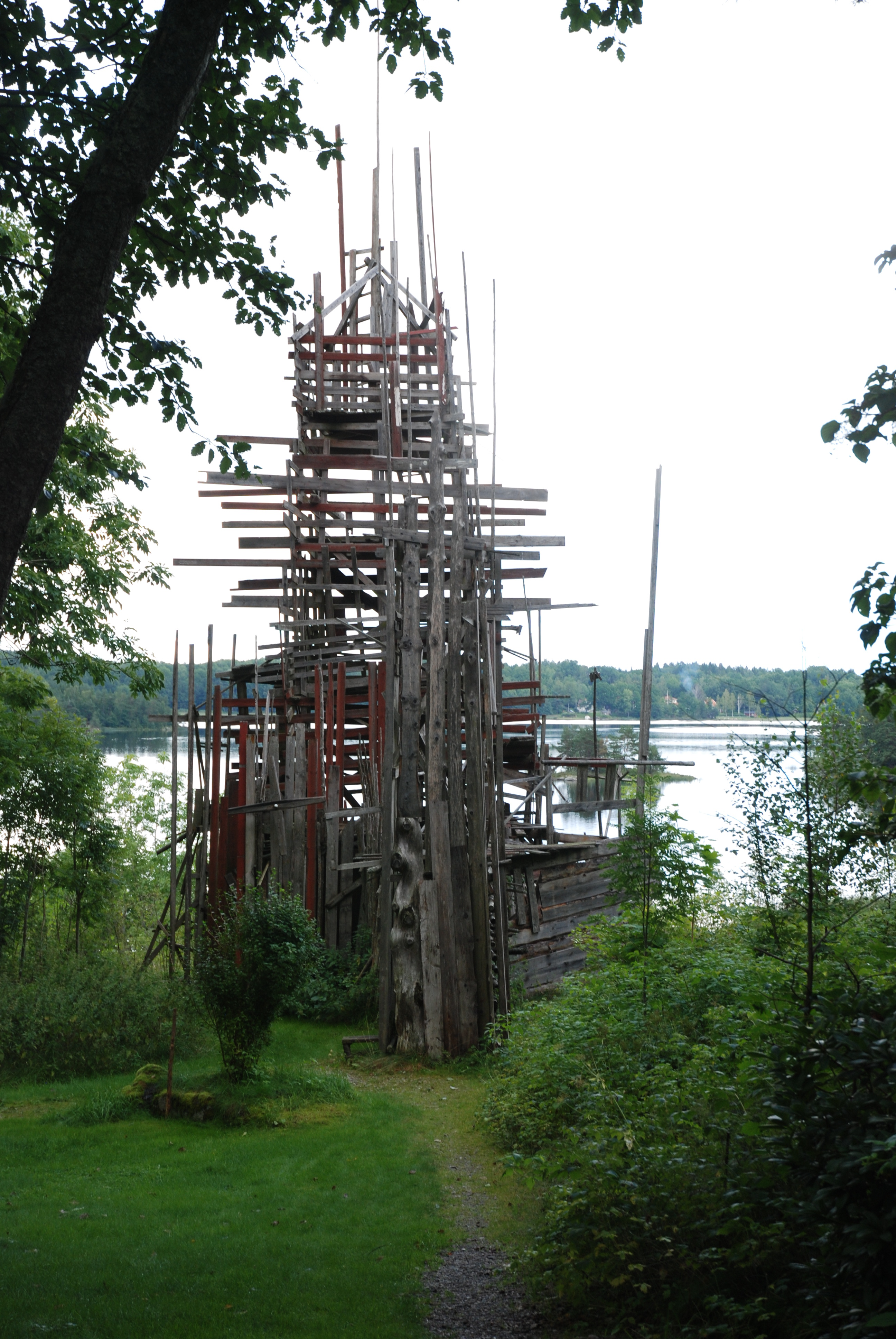
Dalonien av Lars Vilks
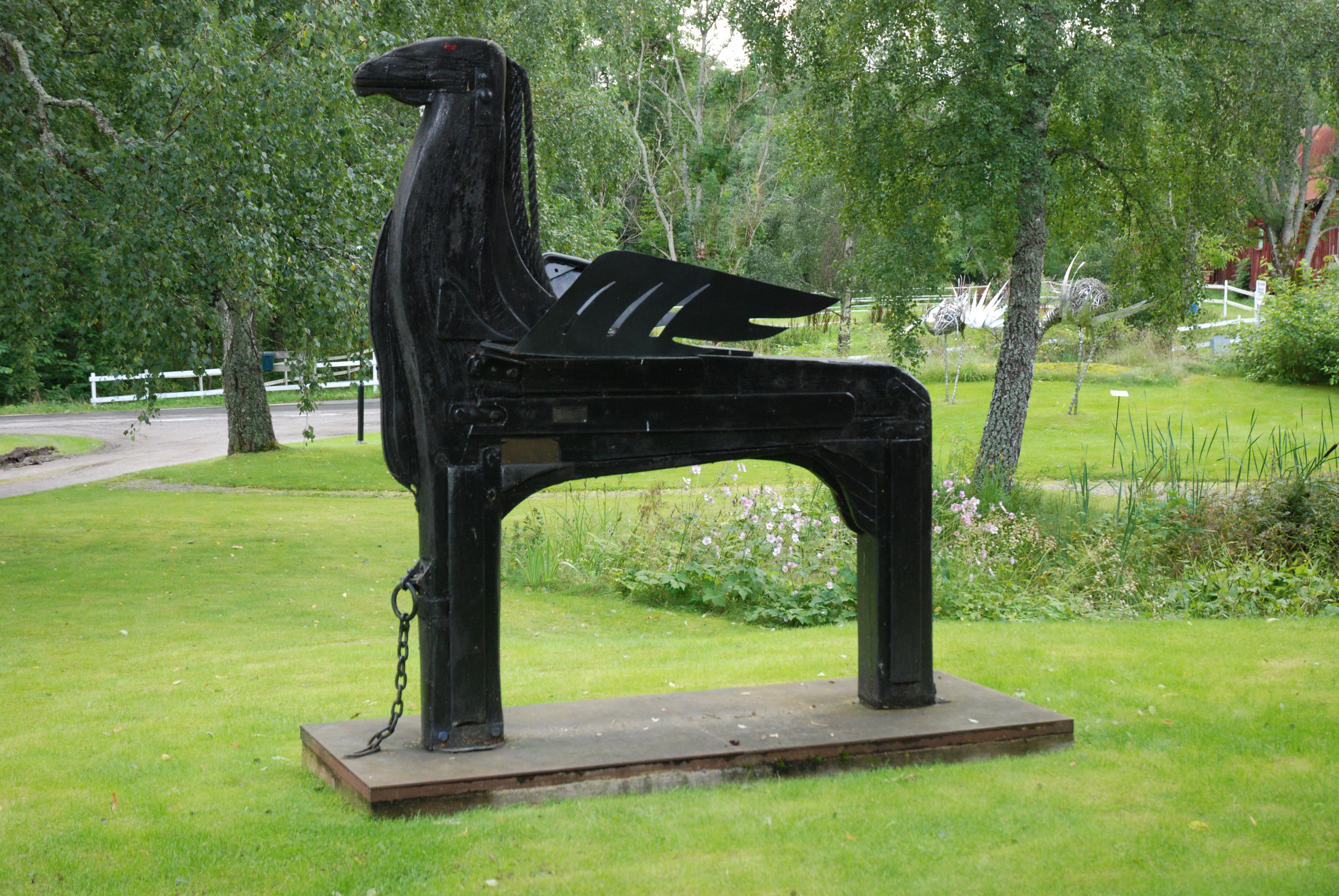
Skulptur av Stig Nelson
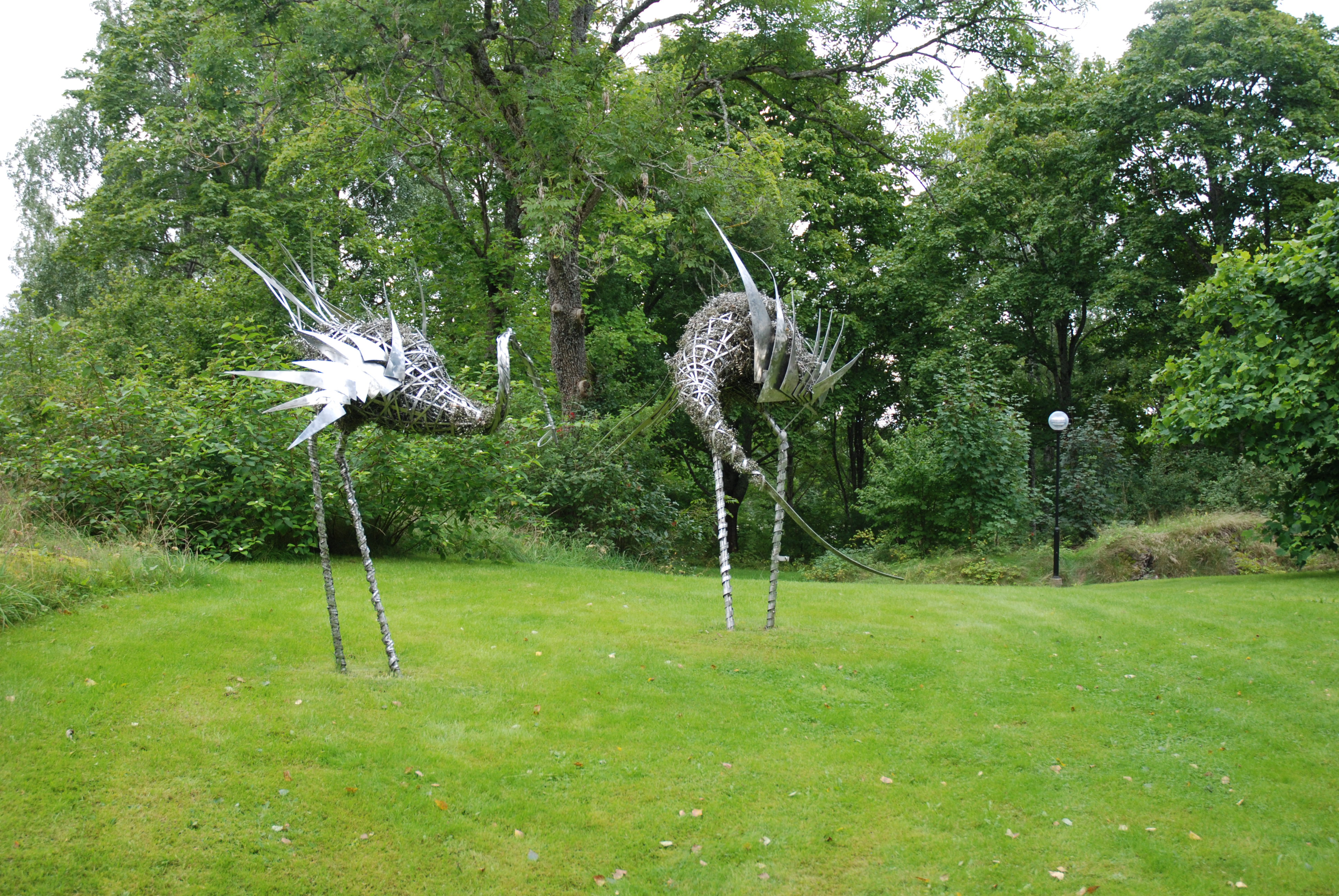
Trandans av Jan E. Forsberg
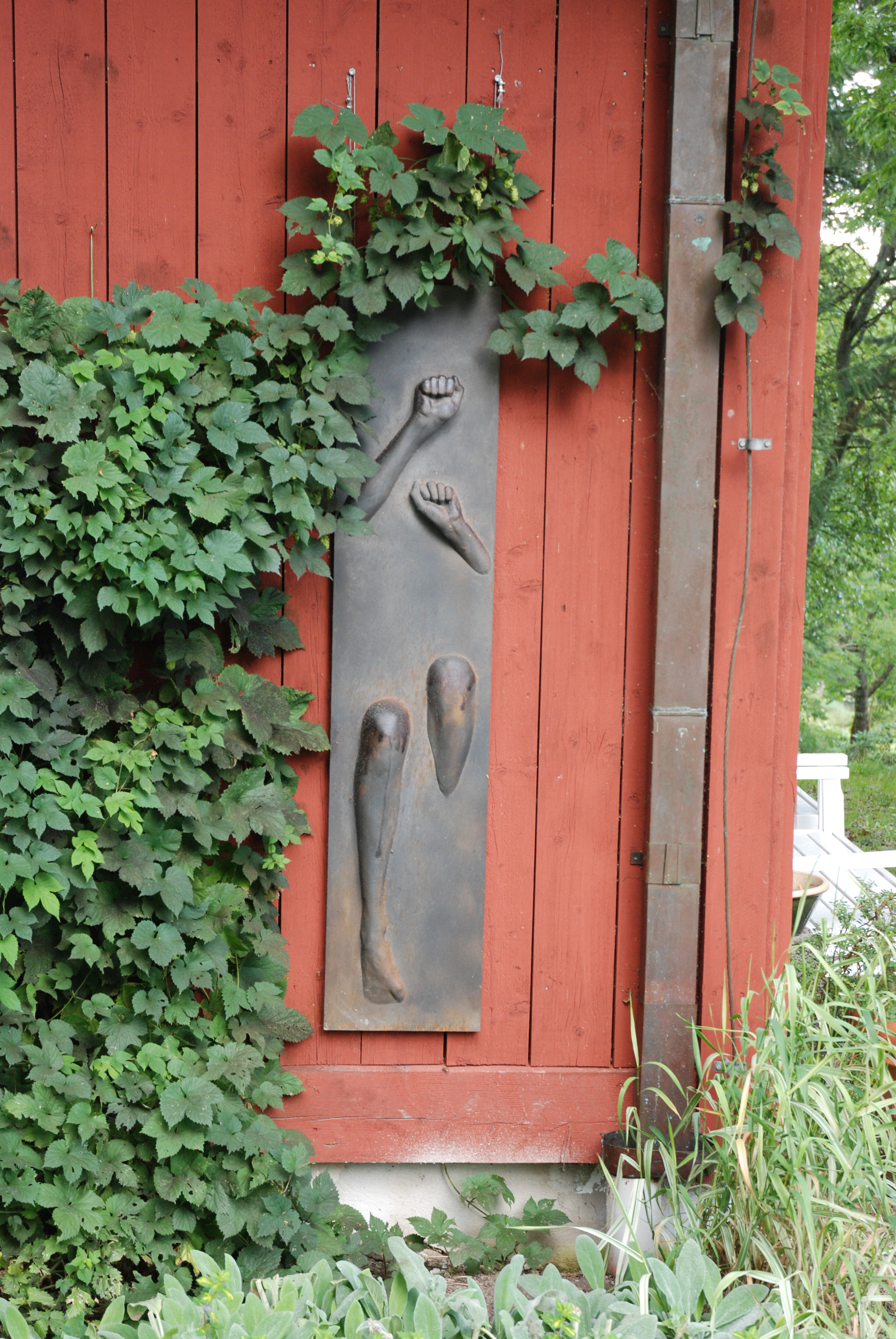
Väggskulptur på Dalslands konstmuseum
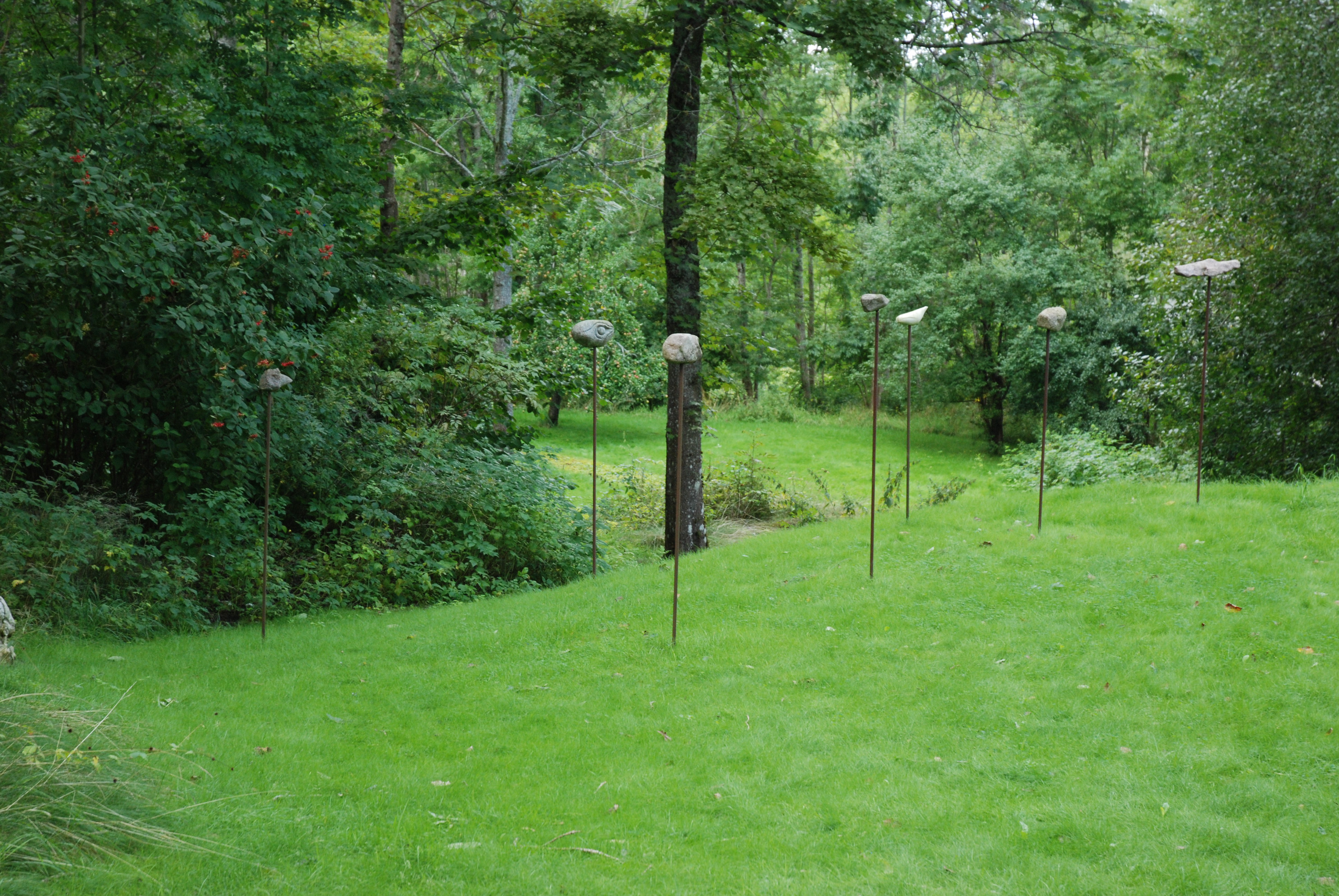
Skulptur utanför Dalslands konstmuseum
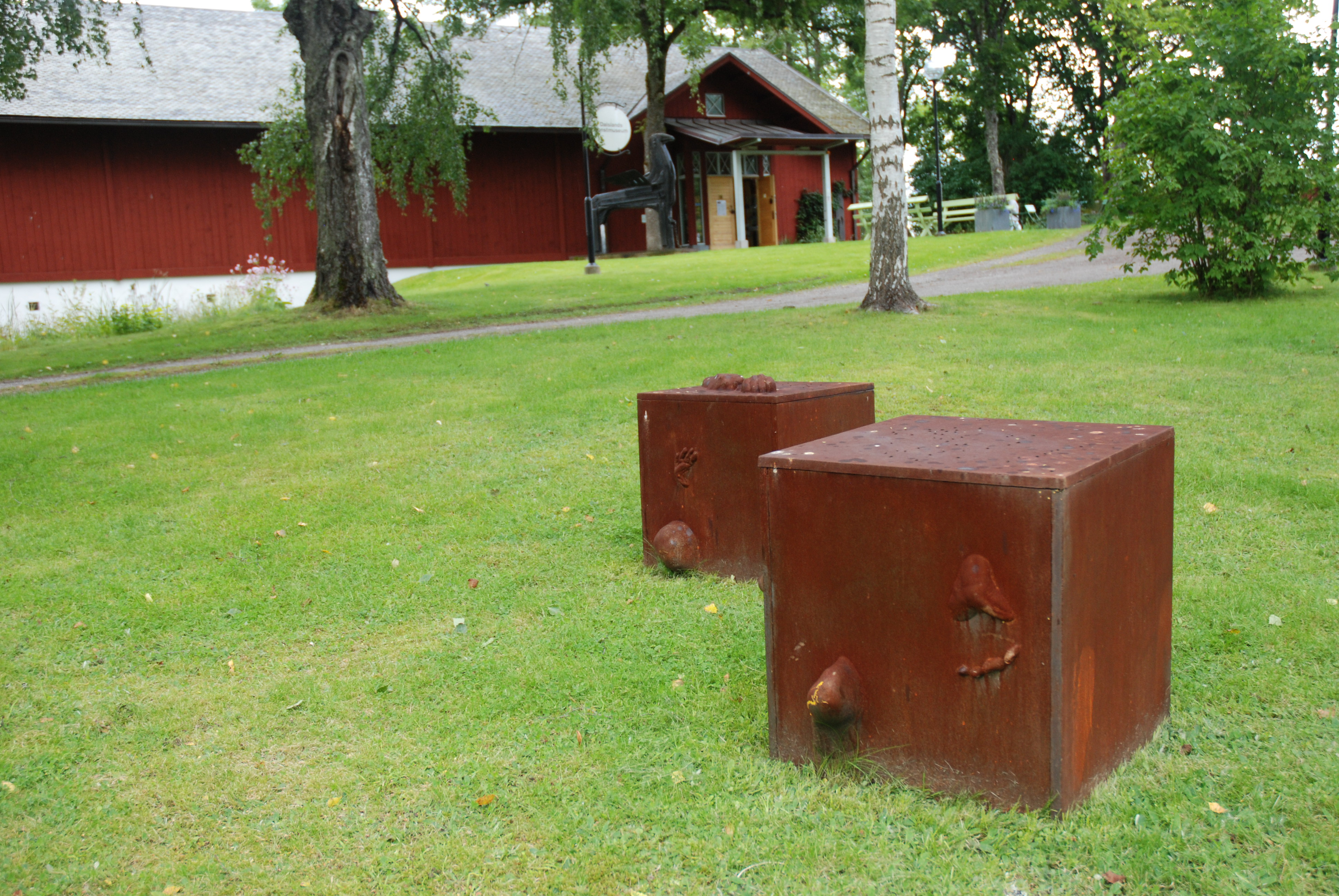
Skulptur utanför Dalslands konstmuseum
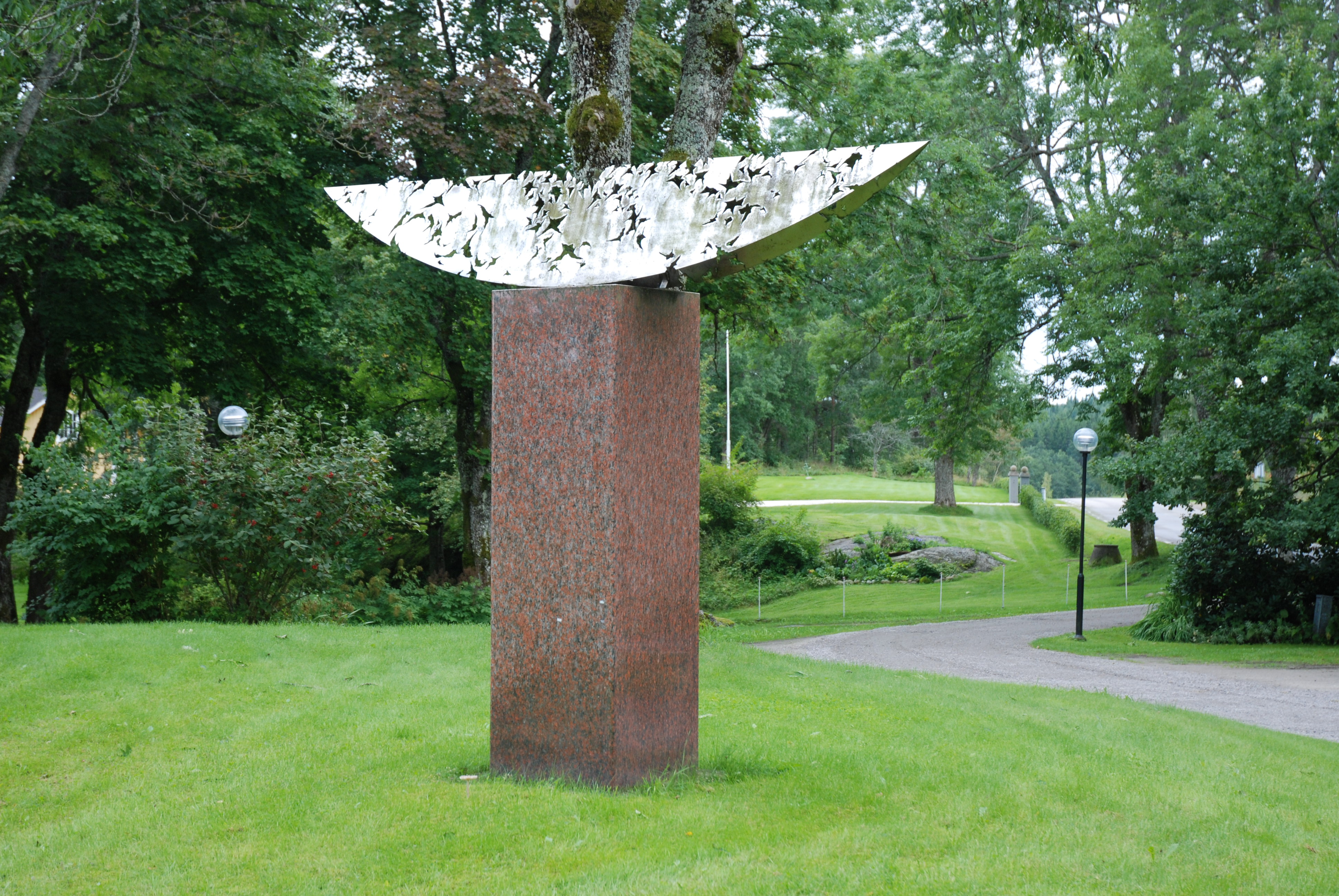
Skulptur av Bruce White
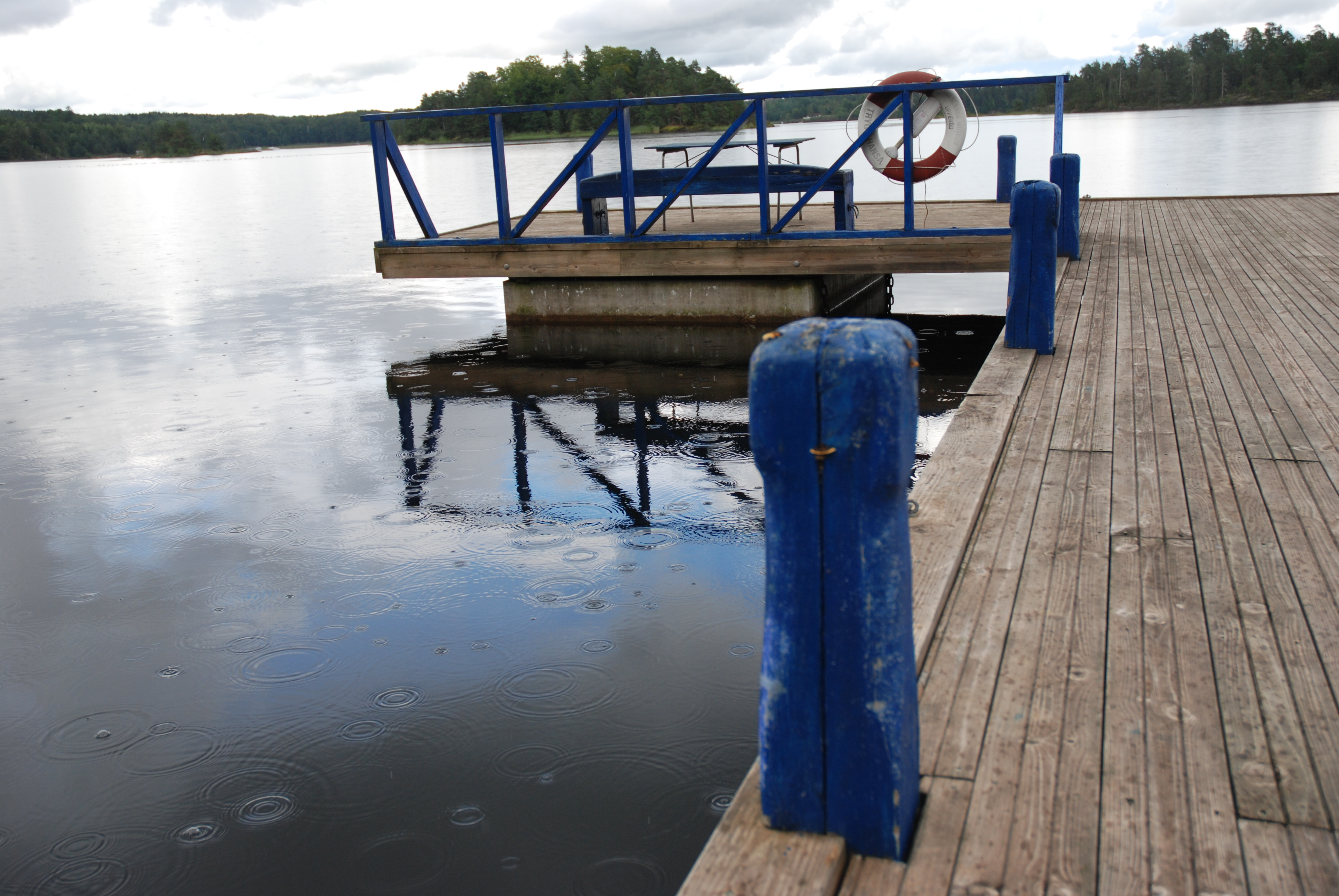
Dalslands museums brygga vid Spången
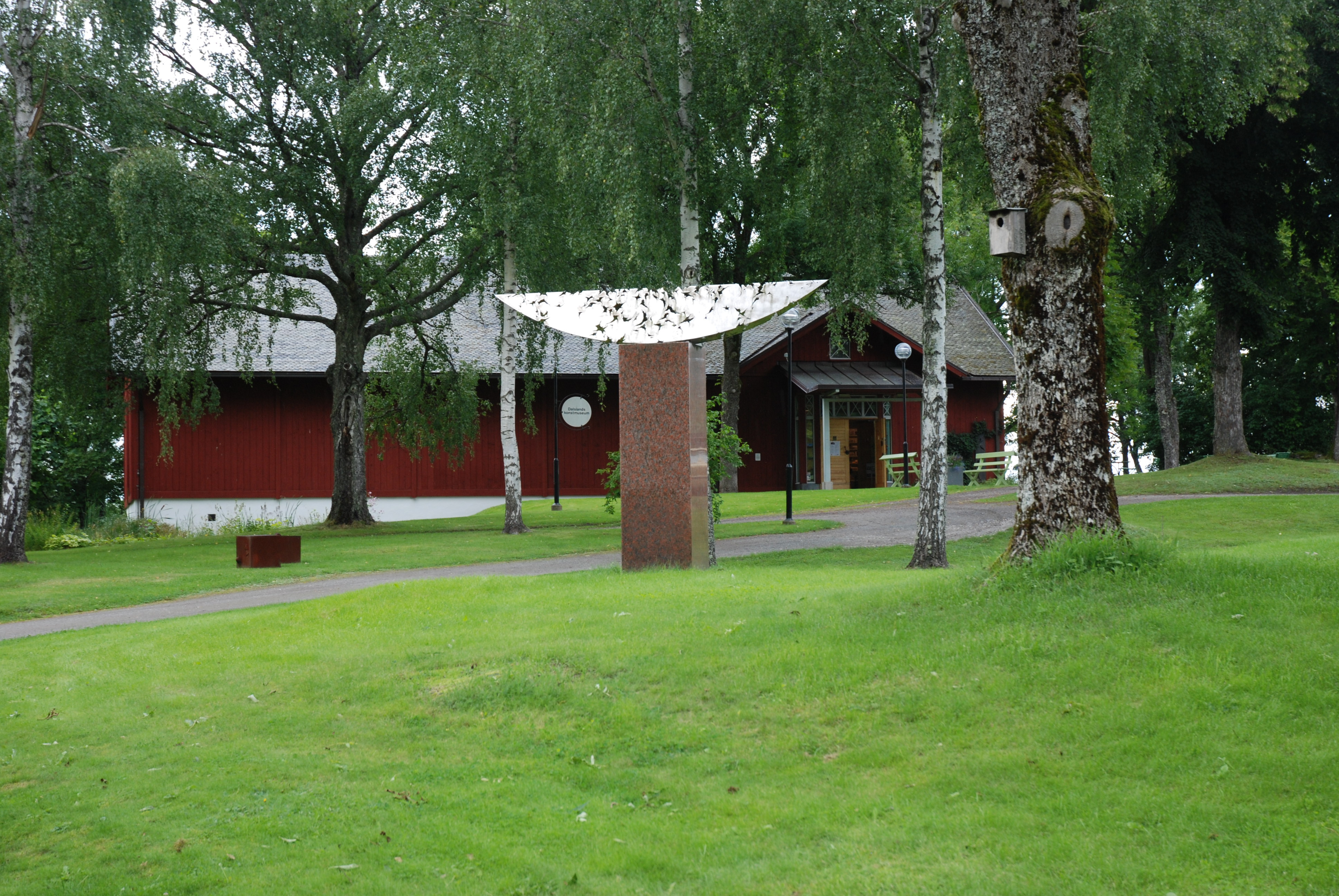
Parken utanför Dalslands konstmuseum